# 卡爾·史瓦西天文台
卡爾·史瓦西天文台（德語：Karl-Schwarzschild-Observatorium）是一個由圖林根邦立天文台（Thüringer Landessternwarte Karl Schwarzschild’ Tautenburg）操作的天文台。

## 簡介
卡爾·史瓦西天文台於1992年開始由德國圖林根邦管理。該天文台有德國本土最大的望遠鏡和世界最大的施密特攝星儀（口徑2公尺）。該施密特攝星儀由東德卡爾·蔡司·耶拿有限公司（VEB Carl Zeiss Jena，蔡司公司在東德的分支）製造。本天文台於1960年建立於圖林根邦耶拿東北方10公里處的陶滕堡，以德國天文學家卡爾·史瓦西命名。

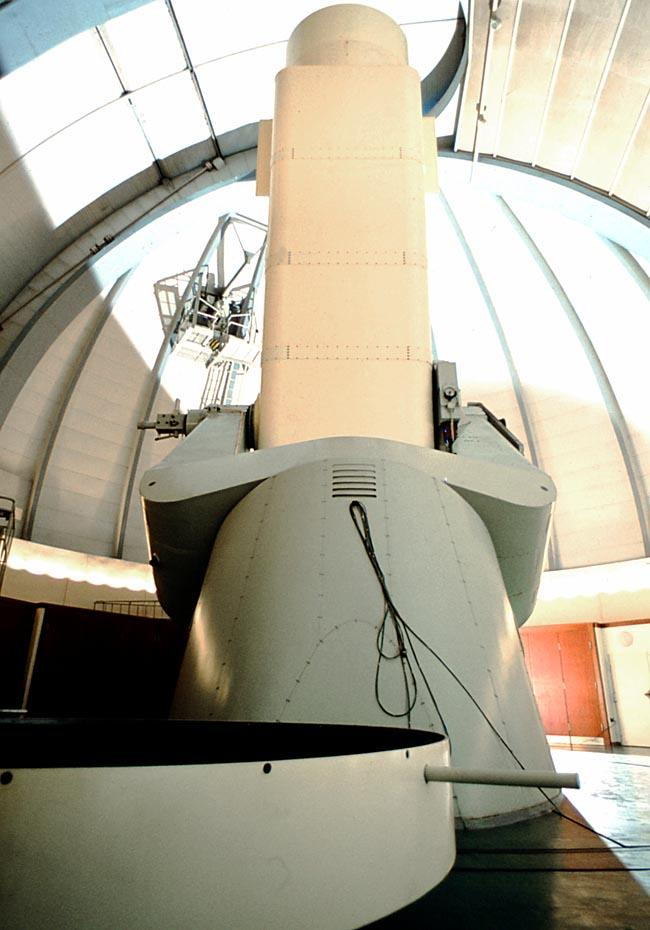
阿爾弗雷德·詹希望遠鏡

2005年4月5日該天文台觀測到恆星HD 13189的系外行星。

## 外部連結
- 官方网站
- 卡爾·史瓦西天文台的Facebook專頁
- Interview with director on ESA's plans for finding Earth-like planets[]

50°58′48.4″N 11°42′40.2″E / 50.980111°N 11.711167°E